# Affaire Pierre-Vincent Eliçabide
L'affaire Pierre Vincent Eliçabide (prononcer [elisabidɛ]) concerne un instituteur et ancien élève du séminaire de Notre-Dame de Bétharram, né le 15 juin 1810, accusé puis condamné à mort pour un triple assassinat sur les personnes de Marie Anizat et de ses deux enfants mineurs, Joseph et Mathilde Anizat. L'homme est jugé et condamné par la cour d'assises de la Gironde, puis décapité à Bordeaux le 3 novembre 1840.

## Auteur des faits

### Enfance

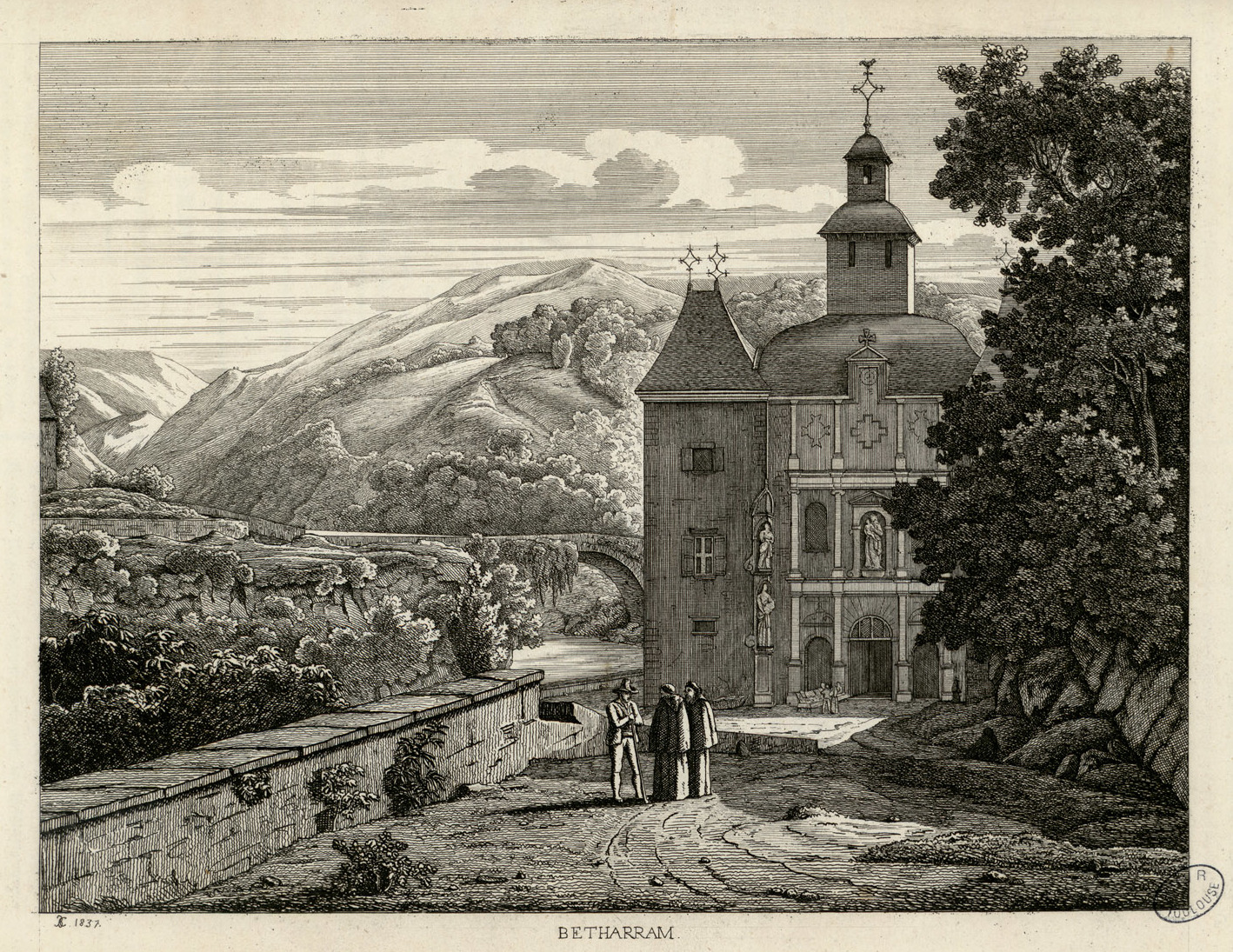
Sanctuaire de Notre-Dame de Bétharram en 1838.

Vincent Eliçabide est né le 15 juin 1810 à Mauléon dans les Basses-Pyrénées, d'un père laboureur, au sein d'une famille « peu fortunée » de quatre ou cinq enfants. Doué et premier ou second de ses différentes classes, le garçon, qui fait l’admiration des religieux enseignants de son école, affiche très vite une vocation pour le sacerdoce. Il réussit l’examen d’entrée au séminaire, de façon si brillante que l’évêque de Bayonne, Paul-Thérèse-David d'Astros, se déplace, en personne, pour le féliciter. Ce fils prodige d'un simple commerçant décide qu’il consacrera sa vie au service de Dieu.
Ses camarades le surnomme « Saint-Jean »

### Éducation
En 1828, âgé de 18 ans, il entre au séminaire de Notre Dame de Bétharram, où il apprend la philosophie,. Il rejoindra ensuite celui de Bayonne pour y suivre un enseignement de théologie. Il abandonne ensuite ses études et dispense des cours particuliers au sein de riches familles installées à Bordeaux.
En septembre 1837, il soutient à Bordeaux une thèse pour être reçu instituteur communal. Il devient instituteur à la fondation de l'école primaire Notre-Dame de Bétharram dirigée par Michel Garicoïts.

## Victimes
Marie née en 1806 d'une mère servante. En 1826, elle suit en Espagne la famille de l'un des premiers magistrats de Pau. En 1828, elle se marie avec le cuisinier de cette famille, M. Anizat. Celui-ci ouvre un restaurant à Séville en Espagne, où naît leur premier enfant nommé Joseph. Ils déménagent à Gibraltar,  puis à Alger, où nait Mathilde.
Le père de famille se met au service du général D. en Algerie. En 1833, celui-ci l'accompagne dans une expédition sanglante, ou il est fait prisonnier et décapité. La veuve rentre avec ses enfants sur Pau,. Un missionnaire du Sacré-Cœur de Notre-Dame de Bétharram recommande à la veuve de placer le jeune Joseph à l'école de Notre-Dame de Bétharram.

## Les faits

### Rencontre
Vincent Eliçabide a pour élève Joseph Anizat. Rapidement, l'enseignant tombe amoureux de la mère de l'élève, Marie Anizat, originaire de Salies-de-Béarn en Soule comme lui.
En octobre 1839, l'enseignant quitte la direction de l'établissement pour Paris, où il espère faire fortune. Il invite la veuve à le rejoindre avec ses deux enfants.

### Assassinat de Joseph Anizat
Marie Anizat lui envoie dans un premier temps son fils aîné, Joseph, le 11 mars 1840, afin de faciliter son éducation. Le soir de son arrivée, le 13 mars, Vincent Eliçabide le conduit sur le bord d'un chemin près des abattoirs de la Villette et l'assomme à coups de marteau avant de l'égorger. L'enfant est trouvé par des rouliers dans un fossé boueux, habillé de vêtements simple et d'un scapulaire représentant l'image de la Vierge. Sa tête presque entièrement séparée du tronc. Le maire de La Villette et les substituts du roi de la Seine dressent un procès verbal pour le transporter à la morgue. 

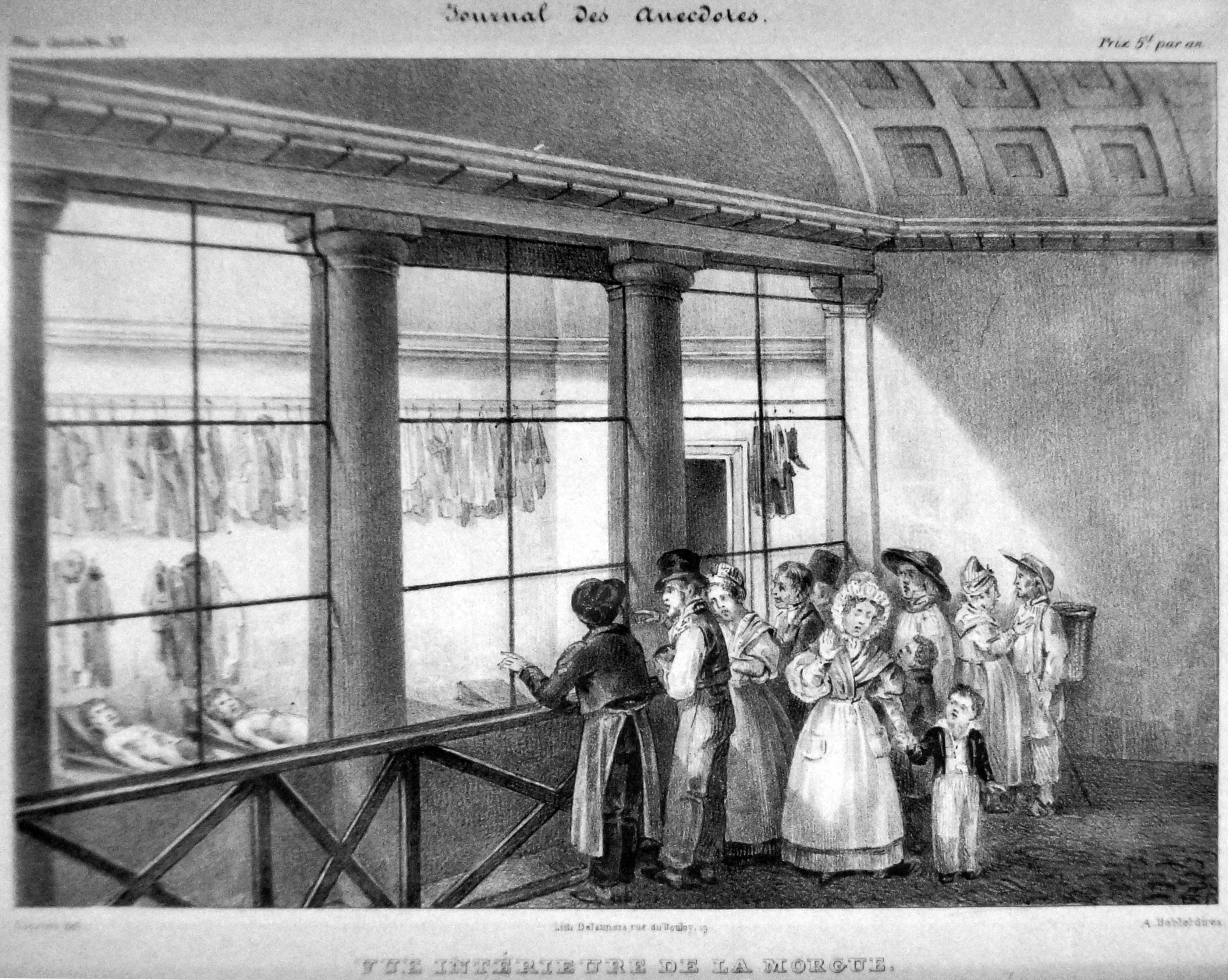
Exposition de corps à la morgue à Paris au XIXe siècle.

Après deux jours sans identification, le juge d'instruction Garnier de Bourgneuf demanda au docteur M. Gannal d'embaumé l'enfant pour poursuivre son exposition à la morgue du quai du Marché-Neuf, à Paris, afin de permettre son identification par le public. Ses yeux sont remplacés par des yeux artificiels. Il est ensuite habillé, allongé sur un lit blanc, puis surélevé à l’aide d’une estrade. Il restera ainsi exposé durant trois mois dans cet institut « où se presse incessamment une foule considérable ».
Durant un mois et demie, Vincent Eliçabide poursuit sa correspondance avec Marie tout en la rassurant de la bonne santé et des plaisirs du jeune Joseph.

### Assassinats de Marie et de Mathide Anizat
Le 6 mai 1840, Marie Anizat arrive avec sa fille Mathide à l'hôtel des Deux-Rives, rue Courbin à Bordeaux. Vincent Eliçabide arrive dans la matinée du 8 mai sur Bordeaux, il se présente que le jour suivant à l'hôtel des Deux-Rives,. Au cours d'une promenade à Artigues-près-Bordeaux, le 9 mai, il massacre la veuve et sa fille, comme il l'avait fait avec Joseph,,.
Dans l'après-midi du dimanche 10 mai 1840, des paysans de la région bordelaise font la découverte, au bord d'un ruisseau s'écoulant sur le territoire de la commune d'Artigues, du cadavre d'une jeune femme, visiblement assassinée, car le visage, qui indiquait de nombreuses traces de coups, était complètement défiguré. Quelques mètres plus loin, ils découvrent un autre cadavre, celui d'une fillette visiblement âgée de huit à neuf ans, elle aussi défigurée. Selon divers témoignages, un homme avait été aperçu dans le secteur, dans la matinée. Le lendemain, à la suite d'un signalement effectué par un hôtelier de Bordeaux qui considère qu'un de ses clients a un comportement étrange (« en état de troubles et d'égarement »), un homme est dénoncé à la police. Intrigué, l'hôtelier s'était rendu compte en espionnant l'homme dans sa chambre que celui-ci transportait sur lui des vêtements de femme « souillés de sang ».
Le lundi 11 mai à six heure du matin, un commissaire de police, avertie du double assassinat d'Artigues, se rend dans l'hôtel et procède à l'arrestation de Pierre-Vincent Eliçabide. Très vite, il reconnait également avoir tué, deux mois auparavant, le jeune Joseph sur un quai de La Villette, village situé près de Paris, non loin de l'hôtel qu'il occupait. Selon sa propre déclaration : « Un premier crime en rendait deux autres nécessaires et j'ai accompli ma destinée. » Sa principale motivation était de cacher à la famille Anizat sa situation d'errance et son échec dans son désir de réussir à Paris. Après des aveux il est conduit à la mairie avant d'être écroué à la prison du Hâ,.
Le 12 mai, une reconstitution à lieu, et l'auteur des fait doit reconnaître dans l'Église d'Artigues, les deux cadavres réunis dans une même bière.

## Jugement et condamnation
L'audience est présidée par M. Gauvry et le prévenu est défendu par l’avocat Pierre Aurélien Gergerès. Ce procès est l’un des plus suivis de l’époque, donnant en particulier lieu à un débat sur la « folie meurtrière ». À l'issue de ce procès, la Cour d'assises de Gironde déclare Pierre-Vincent Eliçabide coupable du triple assassinat sur les personnes de Marie Tressariat épouse Anizat, de Joseph Anizat et Mathide Anizat, ses enfants. Alors âgé de 30 ans, il est condamné à la mort par décapitation le 11 septembre et exécuté sur la place d’Aquitaine le 3 novembre 1840,. Son corps est inhumé au cimetière de la Chartreuse, alors que sa tête est remise à la faculté de médecine de Bordeaux et son cabinet de curiosités de la place de la Victoire.

## Posterité
Un moulage de sa tête est réalisé pour le musée de l’homme, à Paris.
Sa tête disparaît lors du déménagement de la faculté vers l'hôpital Pellegrin,.